# Харнеккер, Марта
Марта Харнеккер (исп. Marta Harnecker; 1937 — 15 июня 2019) — чилийская журналистка, социолог и марксистский теоретик. Советник кубинского и венесуэльского правительств, а также ряда леворадикальных организаций Латинской Америки.

## Биография
Родилась в семье австрийских эмигрантов. В молодости принимала участие в католическом движении (в организации «Католическое действие»), но на неё оказала сильное воздействие Кубинская революция, особенно после посещения Кубы в 1960 году. В 1962 году отправляется учиться во Францию, где её преподавателем становится Луи Альтюссер. Благодаря его лекциям Харнеккер порывает со своим религиозным прошлым и обращается к материализму и марксизму. По возвращении в Чили в 1968 году вступает в Социалистическую партию Чили и принимает активное участие в студенческом движении. Во время военного переворота Пиночета, свергнувшего демократическое социалистическое правительство Альенде, участвовала в деятельности Левого революционного движения и была вынуждена эмигрировать на Кубу.
Возглавляла исследовательский Институт памяти народов Латинской Америки в Гаване. С 1996 года сотрудничает в альтернативном Интернет-издании «Rebelión». Ныне живёт в Каракасе, являлась советником президента Уго Чавеса. Её книга «Основные положения исторического материализма» (Los conceptos elementales del materialismo histórico y Cuadernos de Educación Popular) использовалась коммунистическими и социалистическими партиями Южной и Центральной Америки, а также была запрещена многими правыми диктатурами региона.
Была женой кубинского революционера Мануэля Пиньейро, многолетнего заместителя министра внутренних дел Кубы и руководителя Американского отдела ЦК Компартии Кубы.